# Gilbert, Earl of Caithness
Gilbert, Earl of Caithness und Jarl von Orkney († 1256) war ein norwegisch-schottischer Adliger.

## Erbe von Caithness und Orkney
Nach dem Tod von Magnus (II), Earl of Caithness und Jarl von Orkney 1239 war dessen Nachfolge ungeklärt. Magnus hatte keine männlichen Nachkommen. Da Orkney unter der Oberhoheit der norwegischen Könige stand, galt dort ein anderes Erbrecht als in Caithness, das unter der Oberhoheit der schottischen Könige stand. Eine mögliche Erbin von Magnus wäre Joanna gewesen, die wahrscheinlich zur Familie des schottischen Earl of Angus gehörte. Da sie aus ihrer Ehe mit Freskin de Moravia, einem Neffen des Earl of Sutherland nur zwei Töchter und keine Söhne hatte, wäre sie wahrscheinlich vom norwegischen König nicht als Erbin von Orkney anerkannt worden. Deshalb erbte sie wahrscheinlich nur einen Teil von Caithness, und ihr Mann wurde nie als Earl of Caithness tituliert. Stattdessen wurde zu einem unbekannten Zeitpunkt Gilbert neuer Earl of Caithness und Earl bzw. Jarl von Orkney. Seine genaue Herkunft ist nicht bekannt, doch er entstammte mit Sicherheit ebenfalls der Familie des Earls of Angus, vielleicht dem Ogilvyzweig der Familie. Über sein Leben und über seine Tätigkeit in Caithness und Orkney ist fast nichts bekannt.

## Nachkommen
Über das Leben von Gilbert ist fast nichts bekannt. Sein Erbe wurde Magnus Gilbertson, der wahrscheinlich sein Sohn war. Daneben hatte er wahrscheinlich mindestens eine Tochter, Matilda, die Malise, 5. Earl of Strathearn heiratete.